# Plexippoides discifer
Plexippoides discifer là một loài nhện trong họ Salticidae.
Loài này thuộc chi Plexippoides. Plexippoides discifer được Ehrenfried Schenkel-Haas miêu tả năm 1953.